# Sint-Hubertuscollege (Neerpelt)

Logo van de school

Het Sint-Hubertuscollege gelegen te Pelt, België is een katholieke school die algemeen secundair onderwijs aanbiedt.
De school, opgericht in 1910, was, na het Heilig Kruiscollege uit Maaseik een schooljaar eerder, een van de eerste Vlaams colleges, een van de eerste middelbare scholen in België waar de onderwijstaal Nederlands mocht zijn. Het Sint-Hubertuscollege was wel de eerste school waar ook buiten de lesuren enkel Nederlands werd gesproken. De gebruikelijke taal in de secundaire scholen van België was tot dan toe het Frans.
De school is sterk geïnspireerd door de christelijke traditie en baseert haar opvoedingsproject op deze leer. Het Sint-Hubertuscollege heeft een privé-kapel met monumentale glasramen die werd gefinancierd door fondsen van alumni.
Het schoolbestuur, VZW Katholiek Secundair Onderwijs Sint-Willibrord, is de inrichtende macht van het onderwijs in deze school. Elke campus van deze stichting beschikt over een campusraad, een vertegenwoordiging van het schoolbestuur, eventueel aangevuld met externe leden.
Het studieaanbod biedt verscheidene studierichtingen aan in het Algemeen secundair onderwijs, die dus voorbereiden op universitair en ander hoger onderwijs:
Economie-Moderne Talen, Economie-Wiskunde, Grieks-Wiskunde, Grieks-Latijn, Latijn-Moderne Talen, Latijn-Wetenschappen, Latijn-Wiskunde, Moderne Talen-Wetenschappen, Moderne Talen-Wiskunde, Wetenschappen-Wiskunde.
De school heeft een zeer typerende blik op haar bijdrage tot het vormings- en opvoedingsproject.
Zo organiseert de school heel wat activiteiten die kaderen in de leerstof, zoals bezoeken aan tentoonstellingen, musea en theater, filmvoorstellingen, sportactiviteiten, sport- en taaluitwisselingen met andere scholen, activiteiten waarbij een beroep wordt gedaan op het sociaal en christelijk engagement (Broederlijk Delen), bezinningsdagen, onthaal- of contactdag(en).
Het Sint-Hubertuscollege biedt tevens een wintersportvakantie aan voor haar derdejaars studenten en uitgebreide culturele Italië- en Griekenlandreizen voor haar zesdejaars studenten.
De school vormt elk jaar het middelpunt van het internationaal befaamde Europees Muziekfestival voor de Jeugd.
De aan de school gelieerde dansgroep Imago Tijl was Cultureel Ambassadeur van Vlaanderen (1995) en trad in de loop der jaren op in zo'n 40 landen waaronder Israël, Zuid-Afrika, Verenigde Arabische Emiraten, Zweden, Argentinië, Canada en de VS.
Een van de meerdere bekende ex-studenten van het Sint-Hubertuscollege is baron Stijn Coninx.
In het najaar van 2007 werd de procedure opgestart om het college en haar gebouwen te beschermen. In 2009 werden de schoolgebouwen en de neogotische schoolkapel beschermd als monument.
In 2010 vierde het Sint-Hubertuscollege zijn 100-jarig bestaan met een 3 daags feest op 7-8-9 mei.
Begin 2018 werd aangekondigd dat de school vanaf september 2019 verdergaat als middenschool. De datum werd later verlaat naar 2020.

## Bekende oud-studenten
- Max Wildiers, filosoof en theoloog
- Karel Pinxten, politicus
- Stijn Coninx, regisseur
- Jan Van Duffel, priester
- Joke Emmers, actrice
- Raf Simons, modeontwerper
- Jos Molemans, historicus, plaatsnaamkundige
- Wim Vanlessen, balletdanser
- Lotte Vanwezemael, seksuologe, radiopresentatrice